# Tonrometra multicirra
Tonrometra multicirra är en sjöliljeart som beskrevs av A.H. Clark 1929. Tonrometra multicirra ingår i släktet Tonrometra och familjen fjäderhårstjärnor. Inga underarter finns listade i Catalogue of Life.